# مطار هواتغو
مطار هواتغو (بالصينية: 花土沟机场)(إياتا: HTT، إيكاو: ZLHX) هو مطار في مانجناي في منطقة التبت ذاتية الحكم في مقاطعة تشينغهاي، الصين. يقع المطار بالقرب من مدينة هواتوغو، على ارتفاع 2945 مترًا (9662 قدمًا) فوق مستوى سطح البحر. بدأ البناء في 30 ديسمبر 2011 باستثمارات إجمالية تقدر بـ 700 مليون يوان. افتتح المطار في 26 يونيو 2015.

## شركات الطيران والوجهات
| شركـات طيـران         | الوجهات                           |
| --------------------- | --------------------------------- |
| خطوط شرق الصين الجوية | مطار دونهوانغ، مطار شينينغ الدولي |

## وصلات خارجية
- http://www.flightstats.com/go/Airport/airportDetails.do?airportCode=